# Робин (певачица)
Робин Миријам Карлсон (швед. Robin Miriam Carlsson; рођена 12. јуна 1979), познатија под сценским именом Робин (швед. Robyn), шведска је поп певачица и кантауторка.
Робин је постала позната крајем деведесетих захваљујући својим великим денс-поп хитовима „Show Me Love“ и „Do You Know (What It Takes)“ који су се издвојили са њеног деби албума Robyn Is Here (Робин је овде) 1997. Робин је учествовала и на Мелодиенфестивалу, 1997. песмом „Du gör mig hel igen“ (Ти ме поново чиниш целом), са жељом да представља Шведску наредне године на такмичењу за Песму Евровизије. 
Након паузе од скоро 10 година, Робин поново доживљава светски успех песмом „With Every Heartbeat“ (Сваким откуцајем срца), као и албумом који је забележио велики успех, средином 2008. Године. Средином 2010. Робин најављује да ће током године објавити трилогију „Body Talk“ (Говор тела), а први део излази јуна, под називом „Body Talk Pt. 1“. Први сингл са албума, „Dancing on My Own“ (Плешем сама), постао је велики хит широм света, и Уједињеном Краљевству нашла се на Топ 10 лествици. Други албум, „Body Talk Pt. 2“ објављен је 6. септембра, и са њега се издвојио сингл „Hang With Me“ (Буди са мном), који је такође остварио велики успех. „Body Talk Pt. 3“ биће објављен децембра 2010.